# Tiniocellus setifer
Tiniocellus setifer är en skalbaggsart som beskrevs av Ernst Gustav Kraatz 1895. Tiniocellus setifer ingår i släktet Tiniocellus och familjen bladhorningar. Inga underarter finns listade i Catalogue of Life.